# Ficus storckii
Ficus storckii är en mullbärsväxtart som beskrevs av Berthold Carl Seemann. Ficus storckii ingår i släktet fikonsläktet, och familjen mullbärsväxter. Utöver nominatformen finns också underarten F. s. kajewskii.